# Lahontan
Lahontan é uma comuna francesa na região administrativa da Nova Aquitânia, no departamento dos Pirenéus Atlânticos. Estende-se por uma área de 14,47 km². Em 2010 a comuna tinha 527 habitantes (densidade: 36,4 hab./km²).